# シンディー・ランドリー
シンディー・ランドリー（英語:  Cindy Landry 、1972年-）は、カナダ出身の女性元フィギュアスケート選手（ペア）。1989年世界選手権2位。元パートナーはリンドン・ジョンストン。

## 主な戦績
| 大会             | 1988-89 | 1989-90 |
| ---------------- | ------- | ------- |
| 世界選手権       | 2       | 9       |
| カナダ選手権     | 2       | 1       |
| スケートカナダ   |         | 2       |
| ネーベルホルン杯 | 1       |         |